# Erasmus Webb
Erasmus Webb BD (falecido em 24 de março de 1614) foi um cónego de Windsor, Inglaterra de 1590 a 1614.

## Carreira
Ele foi educado em Gloucester Hall, Oxford, onde se formou BA em 1568, MA em 1572 e BD em 1585.
Ele foi nomeado:
- Vigário de St. Clears, Carmarthen 1577
- Reitor de Ham, Wiltshire 1582
- Reitor de Bletchingdon, Oxfordshire 1583
- Arquidiácono de Buckingham 1589
- Reitor de West Ilsley, Berkshire 1601-1613

Ele foi nomeado para a nona bancada na Capela de São Jorge, Castelo de Windsor em 1590, posição que ocupou até 1614.